# Birger Gustafsson
Ernst Birger Gustafsson, född 15 januari 1874 i Stockholm, död 22 februari 1969 i Västerby, Nämdö församling, var en svensk seglare och företagare.
Birger Gustafsson var son till garvaren Per Gustav Gustafsson. Efter läroverksstudier i Stockholm var han först kontorist, ritare och försäljare vid Litografiska Aktiebolaget i Norrköpings Stockholmsfilial. Från 1908 innehade han en pappersgrosshandel i Stockholm. Gustafsson var vice ordförande i Sveriges pappersgrosshandlarförening från 1933 och styrelseledamot i Svenska pappersgrossistförbndet samt ledamot av dess och pappersbrukens gemensamma nämnd från 1936. Under många år var han även en av Sveriges främsta kappseglare och seglingsledare. Runt sekelskiftet 1900 seglade han framgångsrikt som rorsman tillsammans med Karl Einar Sjögren. Senare seglade han en serie skärgårdskryssare med 30-30 m² segelyta. Bland det över 300 pris han erövrat märks Skärgårdskryssarpokalen, som han 1931 för alltid vann åt Stockholms Segelsällskap. Gustafsson har även tävlat utomlands, bland annat i Tyskland och Storbritannien. Som vice ordförande 1899-1910 och därefter från 1901 som ordförande i Stockholms segelsällskap bidrog han bland annat till göra Rastaholm till ett centrum för segelsporten i Mälaren. Från 1912 tillhörde han styrelsen för Svenska Seglarförbundet och var en av de svenska representanterna i Skandinaviska seglarförbundet från 1922.